# La caza del león

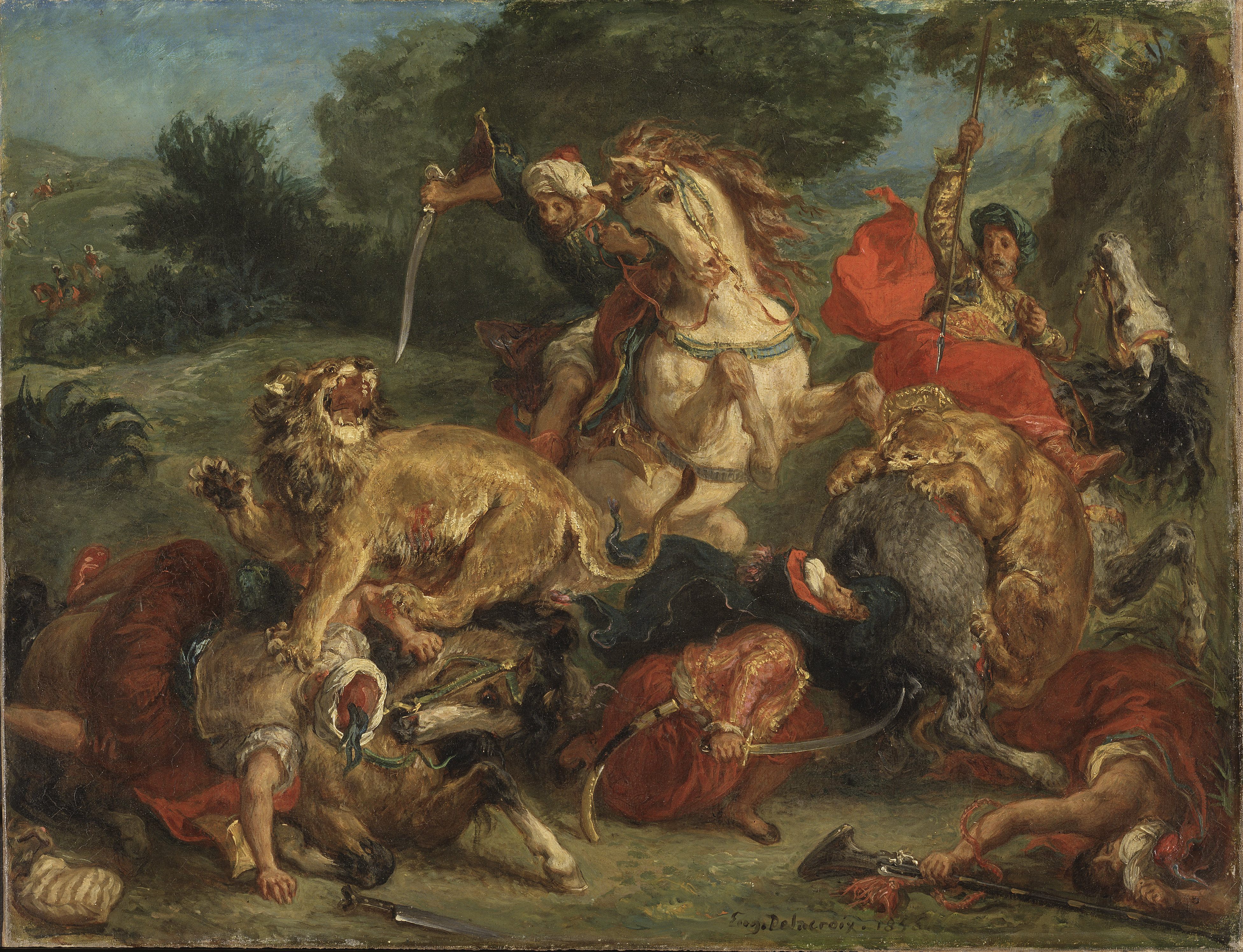
Eugène Delacroix: La caza del león (1855), Museo Nacional de Estocolmo.

La caza del león (en francés, La Chasse aux lions) es un cuadro de Eugène Delacroix, conservado en el Instituto de Arte de Chicago, Estados Unidos. Se trata de un óleo sobre lienzo que mide 76,5 cm de alto por 98,5 cm de ancho. Data del año 1861.
A Delacroix le fascinaba el tema de la lucha entre los hombres y los animales salvajes. Lo mismo ocurrió con Rubens, a quien Delacroix admiraba, como puede verse en su Caza del hipopótamo. Por ello, ya había tratado con anterioridad el tema de la caza del león. Especialmente desde su estancia en Marruecos, llevó a cabo esbozos y dibujos del enfrentamiento entre el hombre y el animal. Un esbozo en concreto del año 1854, conservado en el Museo de Orsay le sirve para estudiar el movimiento; fue pintado en parte al aire libre, pero acabado en el taller. El cuadro acabado (1855) se encuentra en el Museo de Bellas Artes de Burdeos. No obstante, este cuadro de 1861 es considerado la representación de caza mayor en la que mejor se integran en la lucha de modo comparable las fuerzas de la naturaleza.

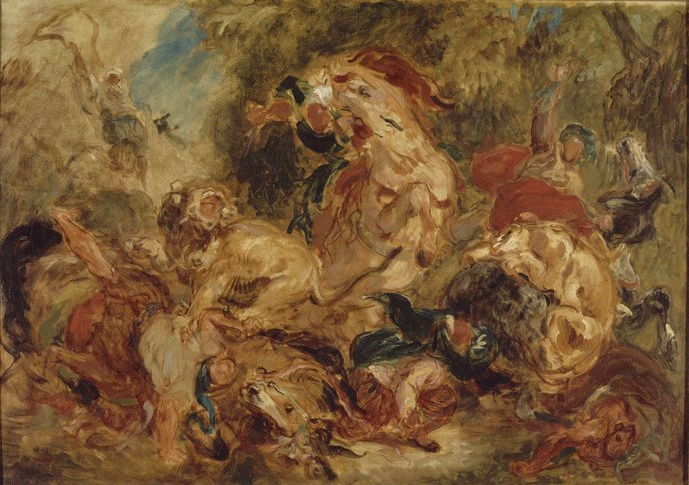
La Chasse aux lions, de Eugène Delacroix, 1854, 86 cm x 115 cm, Museo de Orsay

En este cuadro se representa la escena de caza en un paisaje de dunas, que aparecen a la derecha, y el mar azul oscuro a la izquierda. De esta manera, la naturaleza se representa reducida a las fuerzas elementales: cielo, agua y tierra. Sobre la escena, un cielo nublado. Observando detenidamente la escena se puede apreciar que ya hay dos árabes que han sido derribados en la lucha, y otro yace muerto. Pero los otros cuatro se dirigen contra las fieras, con el fin de matarlas, y aún hay un octavo que se lanza al ataque.
El cuadro se compone en torno a dos diagonales que se entrecruzan. En el centro se agrupa la escena. La lucha en sí describe un movimiento circular, formando un torbellino de hombres y animales. Los árabes, morenos, con movimientos elásticos, reaccionando de forma instintiva, acaban teniendo cierto parecido con los animales.